# Val de Saône
Val de Saône este o arie protejată (arie de protecție specială avifaunistică — SPA) din Franța întinsă pe o suprafață de 3.671 ha, integral pe uscat.

## Localizare
Centrul sitului Val de Saône este situat la coordonatele 46°28′51″N 4°55′57″E / 46.48083°N 4.9325°E.

## Înființare
Situl Val de Saône a fost declarat arie de protecție specială avifaunistică în baza directivei 79/409 din 1979 referitoare la conservarea păsărilor sălbatice pentru a proteja 15 specii de animale.

## Biodiversitate
Situată în ecoregiunea continentală, aria protejată nu include niciun habitat protejat.
La baza desemnării sitului se află mai multe specii protejate de  păsări (15): pescăruș albastru (Alcedo atthis), Bubulcus ibis, barză albă (Ciconia ciconia), erete de stuf (Circus aeruginosus), cristeiul de câmp (Crex crex), lebădă de vară (Cygnus olor), ciocănitoare neagră (Dryocopus martius), egretă mică (Egretta garzetta), sfrâncioc roșiatic (Lanius collurio), sitar de mâl (Limosa limosa), gaia neagră (Milvus migrans), culic mare (Numenius arquata), stârc de noapte (Nycticorax nycticorax), cresteț pestriț (Porzana porzana), nagâț (Vanellus vanellus).
Pe lângă speciile protejate, pe teritoriul sitului au mai fost identificate 6 specii de păsări.